# Vegagatan, Stockholm

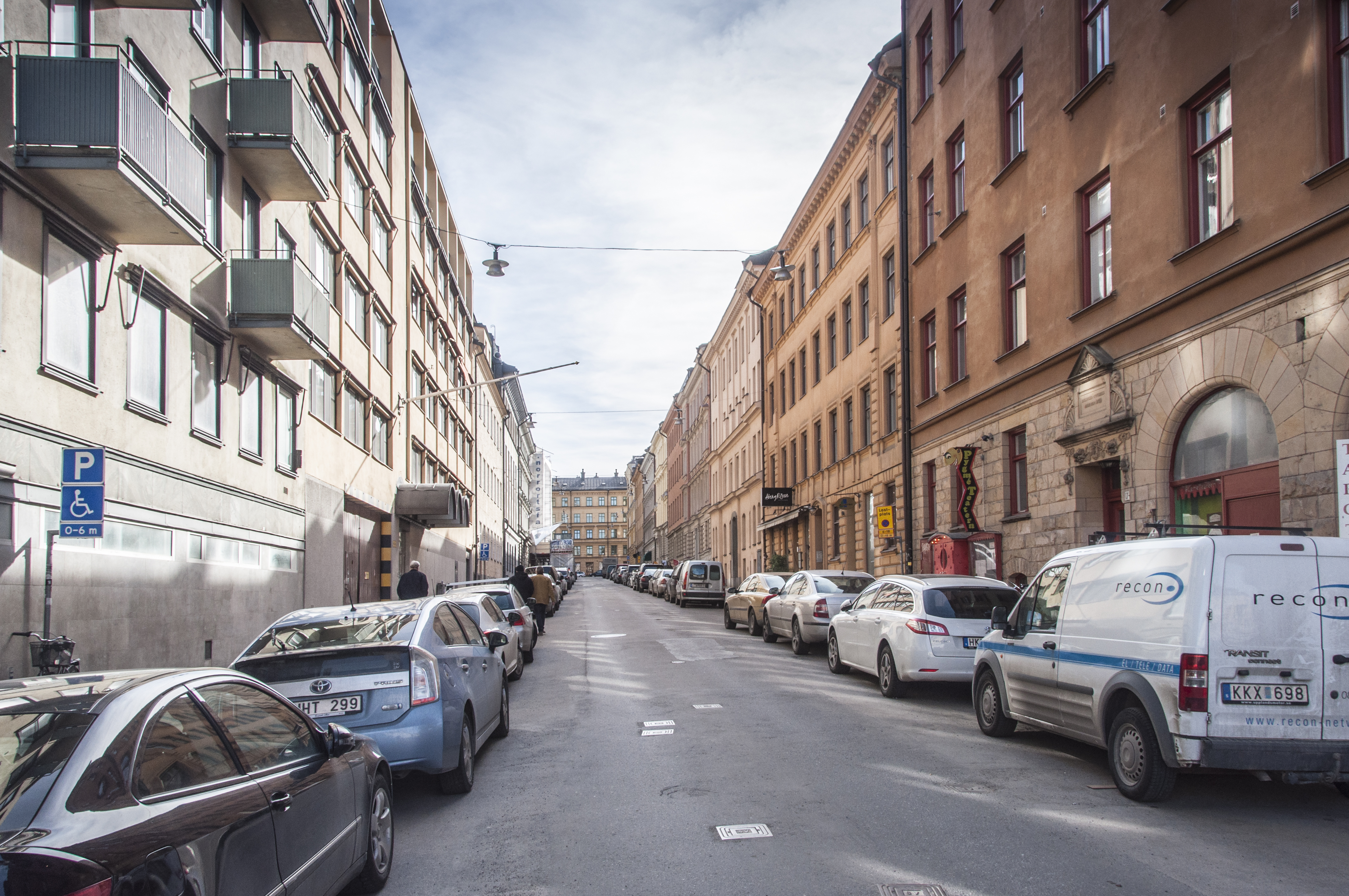
Vegagatan söderut

Vegagatan är en gata i Vasastan i Stockholm som går från Odengatan vid Odenplan i norr till Observatoriegatan i söder. Namnet är dubbeltydigt; närheten till Stockholms gamla observatorium på Observatoriekullen gör det troligt att gatan är uppkallad efter stjärnan Vega i stjärnbilden Lyran, men troligtvis har även Nordenskiölds fartyg Vega inspirerat till namnet. 
På Vegagatan 2 låg fram till 1964 baptistkyrkan Tabernaklet, men den revs året efter att församlingen flyttat till Norrmalmskyrkan.